# آبراهام یکم آقباتانه‌تسی
آبراهام یکم آقباتانه‌تسی (ارمنی: Աբրահամ Ա Աղբաթանեցի؛ انگلیسی: Abraham A Aghbatanetsi زادهٔ نامعلوم - درگذشته ۶۱۵) جاثلیق اهل ارمنستان بود که از ۶۰۷ تا ۶۱۵ میلادی کاتولیکوس کل ارمنیان بود.

## زندگی‌نامه
حدوداً سال ۶۱۵ میلادی درگذشت..

## یادداشت
1. ↑  Ամենայն Հայոց կաթողիկոս
2. ↑  Կոմիտաս Ա Աղցեցի